# Ermidinha
Ermidinha é um distrito do município brasileiro de Montes Claros, no interior do estado de Minas Gerais. Segundo o censo demográfico de 2022, realizado pelo Instituto Brasileiro de Geografia e Estatística (IBGE), sua população era de 1 135 habitantes e havia 433 domicílios particulares permanentes ocupados. Possui área de 88,73 km² conforme a Fundação João Pinheiro (FJP). Foi criado pela lei estadual nº 2.764 de 30 de dezembro de 1962.
De acordo com o IBGE, em 2010 a população era de 1 286 habitantes e havia 552 domicílios particulares.